# Míchel Macedo
Míchel Macedo Rocha Machado (Río de Janeiro, Brasil, 15 de febrero de 1990) es un futbolista brasileño que juega de defensa en el Paysandu S. C. del Campeonato Brasileño de Serie B.

## Trayectoria
Comenzó su carrera deportiva a los 7 años de edad en las categorías inferiores del Botafogo. Allí ganó el campeonato Carioca juvenil en 2006 y 2007. Ese mismo año, en un partido contra el Flamengo, llamó la atención al cuerpo técnico de éste y pasó a jugar en el equipo juvenil.
El año 2008 fichó por la U. D. Almería de la Primera División de España. Recoge el dorsal 16. Michel hizo su debut con los andaluces el 16 de noviembre de ese mismo año, en la victoria por 2-1 en casa contra el R. C. D. Mallorca, después de salir en sustitución de Juanma Ortiz en el minuto 87. Su primera titularidad fue el 10 de mayo del año siguiente, en una victoria por 3-1 contra el Sporting de Gijón en el Estadio de los Juegos Mediterráneos; fueron sus únicos dos partidos de la campaña.
La temporada 2009-2010 la empieza jugando como titular en el equipo de Hugo Sánchez y después con Juanma Lillo. El 20 de septiembre, Míchel anotó su primer gol como profesional, en una victoria ante el Getafe C. F. Era titular indiscutible, pero con el descenso del club a la Segunda División perdió el puesto en detrimento de Rafita.
En 2012 la U. D. Almería lo cedió al Atlético Mineiro de Brasil por un año. Expresó su deseo de volver a su país debido a problemas personales en España. Míchel hizo su debut en la liga casi un año más tarde, en una derrota por 0-1 como visitante contra el Santos FC el 13 de junio de 2013. 
El 30 de junio de 2013 (fecha en el que se le finalizaba el préstamo) se confirmó un segundo préstamo por un año hasta junio de 2014, pese a las críticas y a su escasa participación. Terminó su segunda campaña con 16 apariciones, incluyendo 72 minutos en la final de la Copa Libertadores, en la victoria por 2-0 en casa contra el Olimpia. Fue un buen recambio del titular Marcos Rocha.
El 9 de julio de 2014 Míchel volvió al Almería tras dos años fuera. Su re-debut con el equipo rojiblanco se produjo en la primera jornada de Liga en un empate 1-1 ante el RCD Español en casa. Tras dos temporadas más,  en las que sufrió el descenso a Segunda División, abandonó definitivamente el club almeriense para fichar por la UD Las Palmas, volviendo a Primera.
Tras dos temporadas en el club canario y habiendo sufrido una grave lesión su segundo año, en 2018 no renovó el contrato, y quedó sin equipo hasta octubre, cuando se incorpora al Corinthians brasileño.
En 2021 firmó por el E. C. Juventude. A finales de ese mismo año se marchó al Ceará Sporting Club. Allí estuvo un par de años y en enero de 2024 recaló en el Paysandu S. C.

## Selección nacional
Ha sido internacional sub-17 y sub-19 con Brasil, disputando la Copa Mundial Sub-17 de Corea 2007 y los Juegos Panamericanos de ese mismo año, que tuvieron como sede Río de Janeiro.

## Clubes
| Club                      | País   | Año       | Partidos | Goles |
| ------------------------- | ------ | --------- | -------- | ----- |
| C. R. Flamengo            | Brasil | 2005-2008 | 0        | 0     |
| U. D. Almería             | España | 2008-2012 | 33       | 1     |
| Atlético Mineiro (cedido) | Brasil | 2012-2014 | 69       | 10    |
| U. D. Almería             | España | 2014-2016 | 142      | 4     |
| U. D. Las Palmas          | España | 2016-2018 | 54       | 0     |
| S. C. Corinthians         | Brasil | 2019-2021 |          |       |
| E. C. Juventude           | Brasil | 2021      | 31       | 0     |
| Ceará S. C.               | Brasil | 2022-2023 | 41       | 0     |
| Paysandu S. C.            | Brasil | 2024-     |          |       |

## Palmarés

### Títulos regionales
| Título             | Club             | País   | Año  |
| ------------------ | ---------------- | ------ | ---- |
| Campeonato Mineiro | Atlético Mineiro | Brasil | 2013 |

### Títulos internacionales
| Título                       | Club             | Sede           | Año  |
| ---------------------------- | ---------------- | -------------- | ---- |
| Copa Libertadores de América | Atlético Mineiro | Belo Horizonte | 2013 |
| Recopa Sudamericana          | Atlético Mineiro | Brasil         | 2014 |